# Günther Neukirchner
Günther Neukirchner (Grambach, 2 de dezembro de 1971) é um ex-futebolista e treinador de futebol austríaco, que jogava como lateral-direito.

## Carreira
Entre 1980 e 1989, Neukirchner jogou nas divisões de base do Sturm Graz, onde jogou por 17 anos. É o segundo jogador que mais vezes atuou pelos Schwoazn (421 partidas), tendo feito 28 gols. 
Em agosto de 2006, a página oficial do Sturm chegou a anunciar a aposentadoria de Neukirchner, porém o jogador assinou pelo Gratkorn, da segunda divisão austríaca, um dia depois. Pelo FCG, jogou 16 vezes e fez um gol, encerrando a carreira no ano seguinte.

## Seleção Austríaca
Tendo jogado pela seleção Sub-21 da Áustria entre 1992 e 1993, o lateral-direito estreou pela equipe principal agosto de 1998, num empate por 2 a 2 contra a França, que havia conquistado o título mundial 2 meses antes. Neukirchner atuou em 14 partidas pelo Wunderteam até 2001 - seu único gol pelo time foi contra a vizinha Suíça, em março de 1999.

## Carreira de treinador
Em 2009, Neukirchner voltou ao Sturm Graz para integrar a comissão técnica do clube, exercendo as funções de auxiliar-técnico e treinador da equipe reserva, além de ter sido técnico interino em 2 passagens (2014 e 2018).

## Títulos
Sturm Graz
- Campeonato Austríaco: 2 (1997–98 e 1998–99)
- Copa da Áustria: 3 (1995–96, 1996–97 e 1998–99)
- Supercopa da Áustria: 3 (1996, 1998 e 1999)

## Links
- Günther Neukirchner em National-Football-Teams.com